# Jane (voornaam)
Jane is een Engelstalige (voor)naam. Het is het Engelse equivalent van het Nederlandse Johanna. De naam komt van Johannes, de Latijnse vorm van de Hebreeuwse naam met de betekenis ‘God is genadig.’ Men spreekt het uit als "Djeen".

## Bekende naamdraagsters
- Jane Austen (1775-1817), een Engelse romanschrijfster, onder andere bekend door Pride and Prejudice
- Martha Jane Cannary (1852–1903) beter bekend als Calamity Jane, die bekend werd door haar 'mannelijke' gedrag in het Wilde Westen
- Jane Fonda (1937), Amerikaans actrice
- Jane, een personage bedacht door Edgar Rice Burroughs en voor het eerst in het boek Tarzan of the Apes in 1914 verschenen, en daarna nog in drieëntwintig delen. Maureen O'Sullivan vertolkte de rol van Jane in een aantal succesvolle Tarzanfilms tussen 1932 en 1948. Jane is een jonge biologe die met haar vader ook een bioloog door de jungle trekt. Daar ontmoeten ze Tarzan. Als klein jongetje is hij in de jungle achtergelaten en door apen opgevoed. Ze besluiten hem te bestuderen uit puur wetenschappelijke interesse. Maar Jane wordt verliefd op Tarzan, die nog puur, naïef en onschuldig is.

## Muziek
- Jane: Duitse Krautrock-band sinds de jaren zeventig, ook bekend als Peter Panka's Jane, Klaus Hess' Mother Jane en Werner Nadolny's Jane.

## Films
- Jane (1915), een Amerikaanse film van Frank Lloyd
- Jane (2017), een Amerikaanse documentaire van Brett Morgen

## Uitgever
- Jane's: Britse uitgeverij van standaardwerken op het gebied van scheepvaart, luchtvaart en militaria, in 1898 gesticht door Fred T. Jane